# 大阪・神戸 - 今治線
いしづちライナー・SALAD EXPRESS 大阪・神戸 - 今治線は大阪府大阪市・兵庫県神戸市と愛媛県四国中央市・新居浜市・西条市・今治市を結ぶ高速バス路線である。
瀬戸内運輸はいしづちライナー、阪神バスはサラダエクスプレスの愛称をつけている。
全席指定制で、乗車には予約が必要（ただし、当日に空席があれば予約なしでも乗車できる）。

## 概要
1995年7月21日より8月31日までの夏休み期間中の期間限定の高速バスとして運行を開始した。当初は瀬戸内運輸と阪神電気鉄道（現：阪神バス）との共同運行1日2往復運転された。その後も夏休みや年末年始などの期間限定便として運行された。1997年末に1往復の瀬戸内運輸の単独運行となった。
開始当時は一車当たりの乗客が13人前後であったが、1999年度には23人（年間101日運行）まで増加。2000年9月1日より毎日運行を開始。また瀬戸大橋経由から鳴門大橋・明石海峡大橋経由に変更した。9月の1日の片道平均乗車人数が28.1人と予想（約20人）を大幅に上回り、連休には臨時便を出すなど好調な出だしとなった。
その後も徐々に増便を行い、2005年5月には阪神バスが再参入し、瀬戸内運輸と阪神バスの共同運行となった。2009年10月1日には1往復増便し1日7往復となった。2012年3月2日には2009年6月のフェリー航路廃止で無くなった今治～阪神間の夜行移動手段を補うを狙いに夜行便を新設し、昼便と合わせて1日8往復となった。2013年4月1日には増便により、1日10往復となった。
新型コロナウイルス感染症拡大に伴う利用客減少に伴い、2020年4月8日から上下各1便を当面の間、休止。更には6往復に減便を行い、同年4月23日からは当面の間全便運休となった。同年6月12日より一部運行を再開した。
2013年3月18日には、今治～神戸・大阪便で、しまなみ海道を経由する新規路線を開設。3月18日から4月2日からは毎日1往復、それ以降は土日祝日や繁忙期に運行している。

## 運行会社
- 瀬戸内運輸
- 阪神バス

## 運行回数
- 昼行9往復/日　夜行1往復/日
  - 大阪〜今治便 6往復―新居浜ICから一般道経由
  - 大阪〜壬生川便 2往復―新居浜ICから一般道経由、小松総合支所にも停車
  - 大阪～伊予西条便 1便（サタデー便、土曜日のみ運行）
  - 大阪〜（しまなみ海道経由）今治便 1往復（土日祝日、繁忙期に運行）

## 停車停留所
（停留所 - 停留所）でくくられた中の相互での乗降はできない。また、一部停留所を省略している。
今治便
（大阪梅田 - 神戸三宮） - （三島川之江IC - 新居浜駅前 - 西条駅前 - 壬生川駅前 - 今治駅前）
壬生川便
（大阪梅田 - 神戸三宮） - （三島川之江IC - 新居浜駅前 - 西条駅前 - 壬生川駅前）
伊予西条便（サタデー便）
（大阪梅田 - 神戸三宮） - （三島川之江IC - 新居浜駅前 - 西条駅前）
今治便（しまなみ海道経由）
（大阪梅田 - 神戸三宮） - （因島重井BS - 瀬戸田BS - 大三島BS - 伯方島BS - 大島BS - 今治駅前 - 今治桟橋）
経由路線
阪神高速3号線 - 第二神明道路 - 神戸淡路鳴門自動車道 - 高松自動車道 - 徳島自動車道  - 松山自動車道

## 歴史
- 1995年7月 - 期間限定便として瀬戸内運輸・阪神電鉄と共同で1日2往復の運行開始[2]。
- 1997年 - 瀬戸内運輸の単独運行となり、1日1往復の運行となる[2]。
- 2000年9月1日 - 定期運行を運行開始。
- 2001年6月16日 - 2往復に増便。
- 2002年12月7日 - 4往復に増便。
- 2005年4月1日 - 5往復に増便。
- 2005年5月16日 - 阪神電鉄が再度参入。
- 2007年12月22日 - 6往復に増便、今治便1往復を直通今治便に変更し、壬生川便1往復を増発。
- 2009年10月1日 - 7往復に増便。
- 2012年3月2日 - 夜行便を新設（夜行便を含め8往復に増便）[12]。
- 2013年4月1日 - 10往復に増便[13]。
- 2023年3月18日 - しまなみ海道経由便を新設。